# Université d'Islande
L'université d'Islande (en islandais : Háskóli Íslands) est une université publique d'Islande fondée en 1911 et principalement implantée à Reykjavik. L'université est la plus ancienne et la plus grande institution d'enseignement supérieur en Islande. De nos jours, l'université d'Islande accueille près de 14 000 étudiants, dans 25 facultés. Elle est membre du réseau inter-universitaire d'Utrecht.

Le campus principal est situé rue Suðurgata, dans le centre de Reykjavik. Mais d'autres campus sont situés dans l'intérieur des terres, comme celui de Laugarvatn, dédié aux sports.

## Historique
L'université d'Islande a été fondée par l'Althing, le parlement islandais le 17 juin 1911, unifiant alors trois institutions d'enseignement supérieur, Prestaskólinn, Læknaskólinn et Lagaskólinn, qui enseignaient respectivement la théologie, la médecine et le droit. À l'origine, l'université avait seulement trois facultés correspondant aux trois enseignements originels, et elle accueillait 45 étudiants (dont une femme seulement).
Durant les 29 ans suivant sa création, l'université était située dans la maison du parlement (Alþingishúsið), dans le centre de Reykjavik. En 1933, le parlement autorisa l'université à créer une loterie appelée Happdrætti Háskólans, afin de financer la construction des bâtiments du futur campus, et le bâtiment principal fut construit en 1940, au cœur du campus actuel.
Une restructuration majeure de l'université a eu lieu en 2008. Elle a été divisée en cinq différentes écoles : l'école d'enseignement, l'école d'ingénierie et de sciences naturelles, l'école de sciences de la santé, l'école de sciences humaines et l'école de sciences sociales, chacune divisée en plusieurs facultés.

## Campus

### Bâtiments

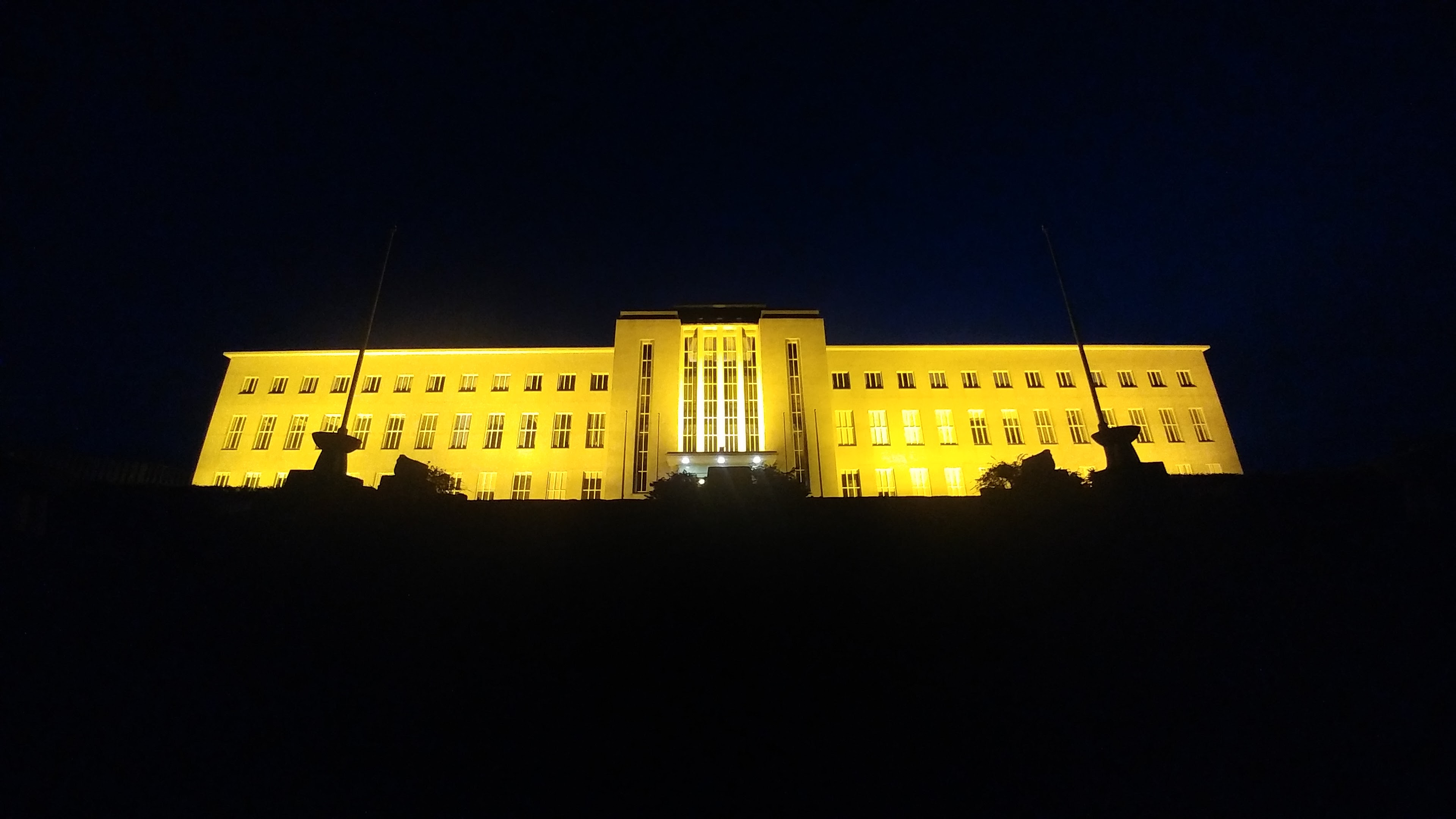
Le bâtiment principal à minuit en été

Le principal campus est situé à proximité immédiate du lac Tjörnin, au sud-ouest du centre de Reykjavik. Il s'étend sur près de 10 hectares au total. Il est composé d'environ 30 bâtiments, dont le plus ancien, Gamli Garður, a été construit en 1934. Le bâtiment principal, appelé Aðalbygging, bâti en 1940, domine une étendue d'herbe en demi-cercle au centre duquel se trouve une statue de Sæmundr Sigfússon.

En 2007, lorsque le nouveau bâtiment, Háskólatorg, a ouvert, la plupart des services administratifs, auparavant installés dans le bâtiment principal, y ont déménagé.

Quelques cours ont parfois lieu au cinéma de l'université, Háskólabíó, au nord du campus.
On trouve aussi sur le campus un gymnase, plusieurs logements étudiants ainsi que des petits instituts de recherche.
Seule la faculté des sports, des sciences du loisir et de l'éducation sociale se situe en dehors de Reykjavik, sur la commune de Laugarvatn.

### Bibliothèque
En 1994, la bibliothèque universitaire, créée en 1949, fusionna avec la bibliothèque nationale d'Islande (Landsbókasafn Íslands), créée en 1818, afin de former une plus grande bibliothèque, la bibliothèque nationale et universitaire d'Islande (islandais : Landsbókasafn Íslands - Háskólabókasafn), dont le bâtiment principal est proche du campus.

### Hôpital
L'enseignement et la recherche dans le domaine de la santé est fortement lié avec l'hôpital universitaire (Landspítali), à Reykjavik. D'ailleurs, les infrastructures de l'école des sciences de la santé sont situées dans les bâtiments de l'hôpital.

## Organisation

### Administration
Le conseil universitaire est la plus haute autorité administrative au sein de l'université et est composé d'un recteur et de dix autres membres, dont deux étudiants et deux membres proposés par le forum universitaire, qui lui-même est composé du recteur, des doyens des facultés, et d'autres représentants.
Kristín Ingólfsdóttir est l'actuelle rectrice de l'université, mais aussi la première femme élue à ce poste.

### Écoles et facultés
L'Université d'Islande est divisée en cinq écoles, qui elle-même sont divisées en plusieurs facultés, au nombre de vingt-cinq. Avant 2008, il n'y avait que onze facultés divisées en départements.
 
La plus grande école est celle de sciences sociales, composée de près de 4 700 étudiants, alors que les quatre autres écoles ont environ moitié moins d'étudiants.
Les écoles et facultés de l'université d'Islande sont composées ainsi :
- École des sciences sociales
  - Faculté de commerce et d'économie
  - Faculté de droit
  - Faculté de sciences sociales
  - Faculté d'assistance sociale
  - Faculté de sciences politiques
- École des sciences de la santé
  - Faculté de médecine
  - Faculté d'infirmiers
  - Faculté d'odontologie
  - Faculté de pharmacologie
  - Faculté des sciences de l'alimentation et de la nutrition
  - Faculté de psychologie

- École des sciences humaines
  - Faculté de théologie

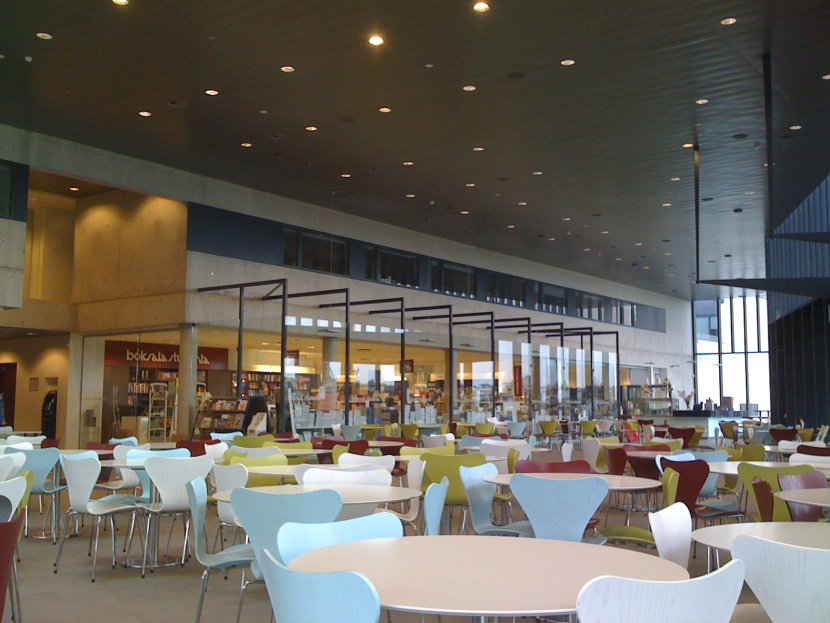
Háskólatorg, un des bâtiments de l'université où se concentrent une des cafétérias, la bibliothèque et la plupart des services administratifs.

  - Faculté de littérature et des sciences du langage
  - Faculté de sciences culturelles islandaises
  - Faculté d'histoire et de philosophie
- École des sciences de l'éducation
  - Faculté des sports, des sciences du loisir et de l'éducation sociale
  - Faculté de l'enseignement
  - Faculté des sciences de l'éducation
- École d'ingénierie et des sciences naturelles
  - Faculté d'ingénierie industrielle et mécanique, et des sciences de l'informatique
  - Faculté des sciences de la terre
  - Faculté des sciences environnementales et de la vie
  - Faculté d'ingénierie électrique et informatique
  - Faculté des sciences physiques
  - Faculté d'ingénierie civile et environnementale

### Instituts
Il y a plus de soixante instituts de recherche dont les plus notables sont :
- Institut d'études islandaises Árni Magnússon
- Institut des sciences de la terre
- Institut de recherche en sciences sociales
- Institut des langues étrangères Vigdís Finnbogadóttir
- Institut de recherche marine : Affrètement de deux navires de recherche, RV Bjarni Sæmundsson et RV Árni Friðriksson

### Relations internationales
L'université est membre de l’Université de l'Arctique. UArctic est un réseau international d’universités, d’instituts de recherche et d’organisations ayant pour but de promouvoir, coordonner et soutenir la recherche ainsi que l’éducation en régions arctiques.

## Enseignement
En plus des principales écoles, de nombreux instituts de recherche sont rattachés à l'université. Avec plus de 400 enseignants titulaires, ainsi que 1 800 non titulaires, et près de 280 chercheurs et membres du personnel administratif, l'Université d'Islande est de loin le plus grand lieu de travail d'Islande.

### Éducation
L'université d'Islande offre plus de 160 programmes de premier cycle. Toutes les facultés offrent des programmes de deuxième et de troisième cycle, mais la plupart sont basés uniquement sur la recherche. Il existe néanmoins des masters interdisciplinaires, dont quelques-uns sont enseignés en coopération avec d'autres universités européennes[réf. nécessaire].
La langue principale et officielle d'instruction est l'islandais, même si beaucoup de supports de cours (livres, par exemple) sont en anglais. Mais l'université fait des efforts pour obtenir des ouvrages traduits en islandais.

La plupart des écoles et facultés proposent des cours en anglais afin d'accueillir les étudiants étrangers, qui peuvent passer leurs évaluations en anglais.

### Scientométrie
En 2011, Times Higher Education a classé l'université d'Islande entre la 276e et la 300e place dans le classement mondial des universités.

En 2012, l'université d'Islande a gagné 25 places, se situant entre la 251e et la 275e place.

## Vie étudiante

### Financement des études
L'université d'Islande étant publique et recevant l'aide du gouvernement, il n'y a pas de frais, à part ceux à l'inscription, qui s'élèvent à 60 000 couronnes islandaises.

### Services aux étudiants
Le conseil des étudiants est le représentant officiel de ceux qui étudient à l'université. Il traite de toutes sortes de problèmes avec les autorités, qu'elles soient internes ou externes à l'université d'Islande. Chaque année, des élections ont lieu, et beaucoup de personnalités politiques islandaises ont commencé leur carrière en tant que membre du conseil.
Il y a près de soixante associations étudiantes au sein de l'université.
Chaque association est composée d'étudiants rassemblés par un centre d'intérêt commun. Certains étudiants des deuxième et troisième cycles dans leur matière possèdent leurs propres associations. Le but de ces associations est de proposer plusieurs sortes d'activités, dont la plus commune est le voyage d'étude scientifique, traditionnellement une visite d'entreprises et de sociétés qui se conclut généralement par un cocktail.
Félagsstofnun stúdenta est un établissement qui fait fonctionner plusieurs services à destination des étudiants, tels que des jardins d'enfants, des logements à faible loyer, des cafétérias ainsi qu'une grande librairie.

## Personnalités liées à l'université

### Enseignants

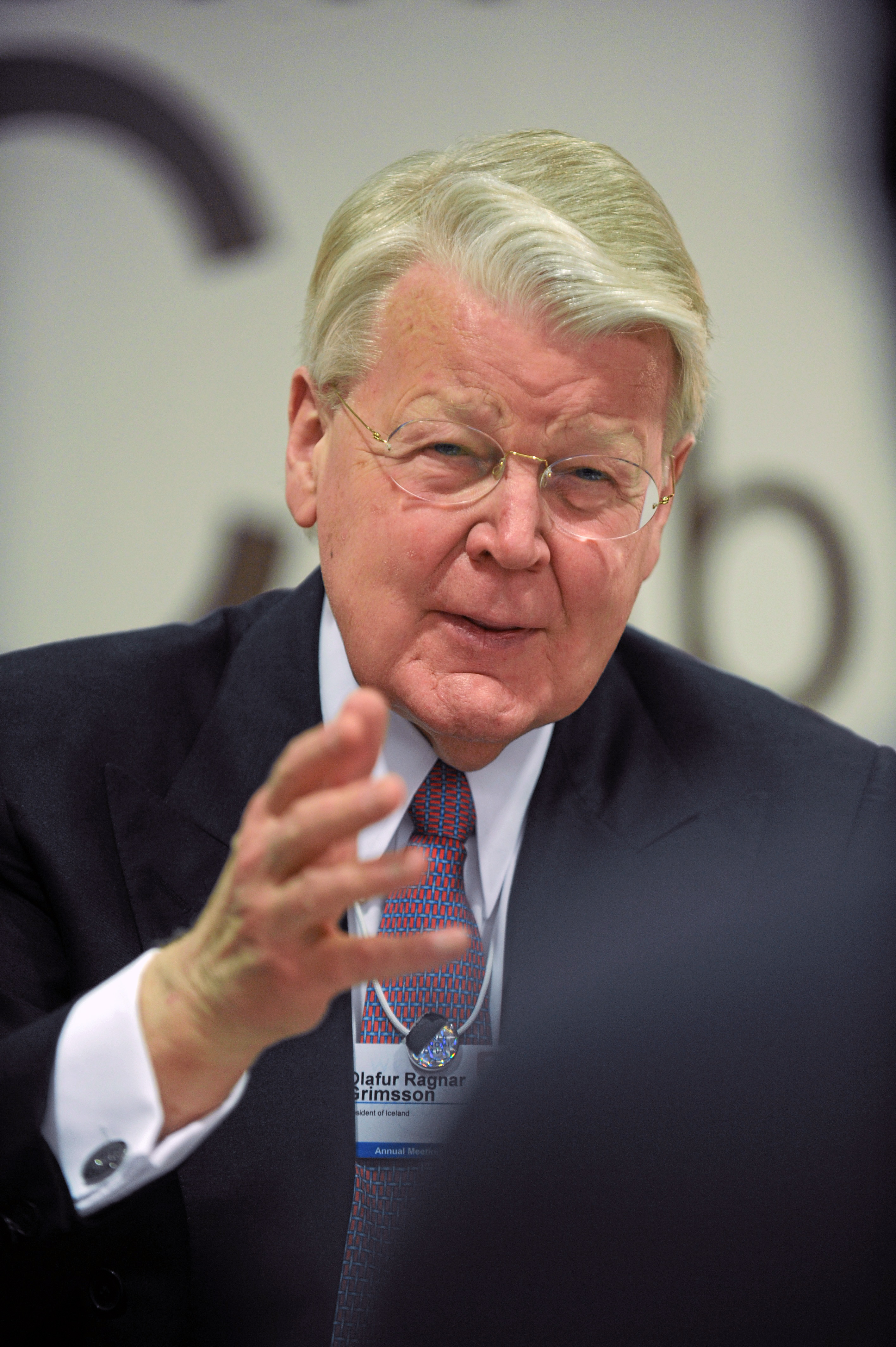
Ólafur Ragnar Grímsson, ancien président d'Islande et ancien enseignant.

- Halldór Ásgrímsson (enseignant de 1973 à 1975)
- Ólafur Ragnar Grímsson (enseignant en sciences politiques, Président d'Islande de 1996 à 2016)
- Sigurður Nordal (enseignant en littérature médiévale)
- Sarah Moss (professeure invitée)

### Étudiants
- Ásgeir Ásgeirsson (personnalité politique)
- Björn Bjarnason (personnalité politique)
- Dagur B. Eggertsson (personnalité politique, médecin)
- Þórarinn Eldjárn (écrivain)
- Arnaldur Indriðason (écrivain)
- Frida Isberg (poétesse)
- Katrín Jakobsdóttir (personnalité politique)
- Kristín Marja Baldursdóttir (écrivain)
- Davíð Oddsson (personnalité politique, ancien Premier ministre)
- Sigurjón Sighvatsson (producteur de films)
- Agnes M. Sigurðardóttir (évêque luthérien d'Islande)
- Svandís Svavarsdóttir (personnalité politique)
- Össur Skarphéðinsson (personnalité politique)